# John Renbourn
John Renbourn (Marylebone, 8 agosto 1944 – Hawick, 26 marzo 2015) è stato un chitarrista e compositore britannico.
È considerato uno dei più grandi maestri della chitarra folk.

## Biografia
Influenzato dalla tradizione blues americana, dalla musica medievale, dalla musica classica e dal folk rock degli anni '70, ha creato un genere unico e seminale.
Conosciuto principalmente come membro dei Pentangle e per la sua collaborazione con Bert Jansch,  ha avuto una grande carriera solista prima, durante e dopo l'esistenza della band.
Pur essendo considerato uno dei maggiori chitarristi della sua epoca ha sempre avuto nei confronti della musica e della creatività un atteggiamento molto distante dalle patinature dello Star System, dimostrando negli anni una sincerità che gli viene riconosciuta dai fan di tutto il mondo.
È morto a 70 anni stroncato da un attacco cardiaco nella sua abitazione di Hawick, in Scozia.

## Discografia

### Solista

#### Album in studio
- 1965 - John Renbourn
- 1967 - Another Monday
- 1968 - Sir John Alot of Merry Englandes Musyk Thynge and ye Grene Knyghte
- 1970 - The Lady and the Unicorn
- 1972 - Faro Annie
- 1976 - The Guitar of John Renbourn
- 1976 - The Hermit
- 1977 - A Maid in Bedlam (come The John Reinbourn Group)
- 1979 - The Black Balloon
- 1979 - One Morning Very Early
- 1980 - So Early in the Spring
- 1980 - The Enchanted Garden (come The John Reinbourn Group)
- 1986 - The Nine Maidens
- 1987 - Shines Bright
- 1988 - Ship of Fools (come Ship of Fools)
- 1988 - Folk Blues of John Renbourn
- 1989 - Medieval Almanac
- 1995 - Will the Circle Be Unbroken
- 1996 - Lost Sessions
- 1998 - Traveller's Prayer
- 2006 - John Renbourn & Friends
- 2011 - Palermo Snow

#### Raccolte
- 1971 - The John Renbourn Sampler
- 1973 - So Clear: The John Renbourn Sampler Volume Two
- 1973 - John Renbourn (Reprise)
- 1979 - The Lady and The Unicorn
- 1980 - John Renbourn / Another Monday
- 1986 - The Essential Collection Vol 1: The Soho Years
- 1987 - The Essential Collection Vol 2: The Moon Shines Bright
- 1989 - A Mediaeval Almanack
- 1992 - The Essential John Renbourn
- 1995 - Will the Circle Be Unbroken: The Collection
- 1996 - The Lady And The Unicorn / The Hermit
- 1996 - Lost Sessions
- 1998 - Definitive Transatlantic Collection
- 1999 - Collected
- 2000 - Down on the Barge
- 2000 - The Transatlantic Anthology
- 2001 - Heritage
- 2001 - The Best Of John Renbourn
- 2007 - Nobody's Fault But Mine: The Anthology
- 2015 - The Attic Tapes

#### Album dal vivo
- 1982 - Live in America
- 1996 - BBC Live In Concert
- 1998 - Live in Italy

### Pentagle

#### Album in studio
- 1968 - The Pentangle
- 1968 - Sweet Child
- 1969 - Basket of Light
- 1970 - Cruel Sister
- 1971 - Reflection
- 1972 - Solomon's Seal

#### Album dal vivo
- 2016 - Finale: An Evening With...

### Collaborazioni
- 1965 - There You Go con Dorris Henderson
- 1966 - Bert and John con Bert Jansch
- 1966 - Jack Orion con Bert Jansch
- 1967 - Watch the Stars con Dorris Henderson
- 1978 - John Renbourn and Stefan Grossman con Stefan Grossman
- 1979 - Under the Vulcano con Stefan Grossman
- 1979 - Thirteen Down con Bert Jansch e Conundrum
- 1986 - The Three Kingdoms con Stefan Grossman
- 1992 - A Thousand Words con Duck Baker
- 1984 - Live ... In Concert con Stefan Grossman, album dal vivo
- 1993 - Wheel of Fortune con Robin Williamson
- 1997 - Snap a Little Owl con Stefan Grossman
- 1997 - Bermuda Triangle Exit con Tokio Uchida
- 2006 - Joint Control con Wizz Johnson
- 2019 - An evening with John Renbourn + Jacqui McShee (live)

## Videografia

### DVD
- 2004 - Rare Performances 1965-1995
- 2004 - John Renbourn & Jacqui McShee in Concert